# Museu de Arte Popular (Portugal)

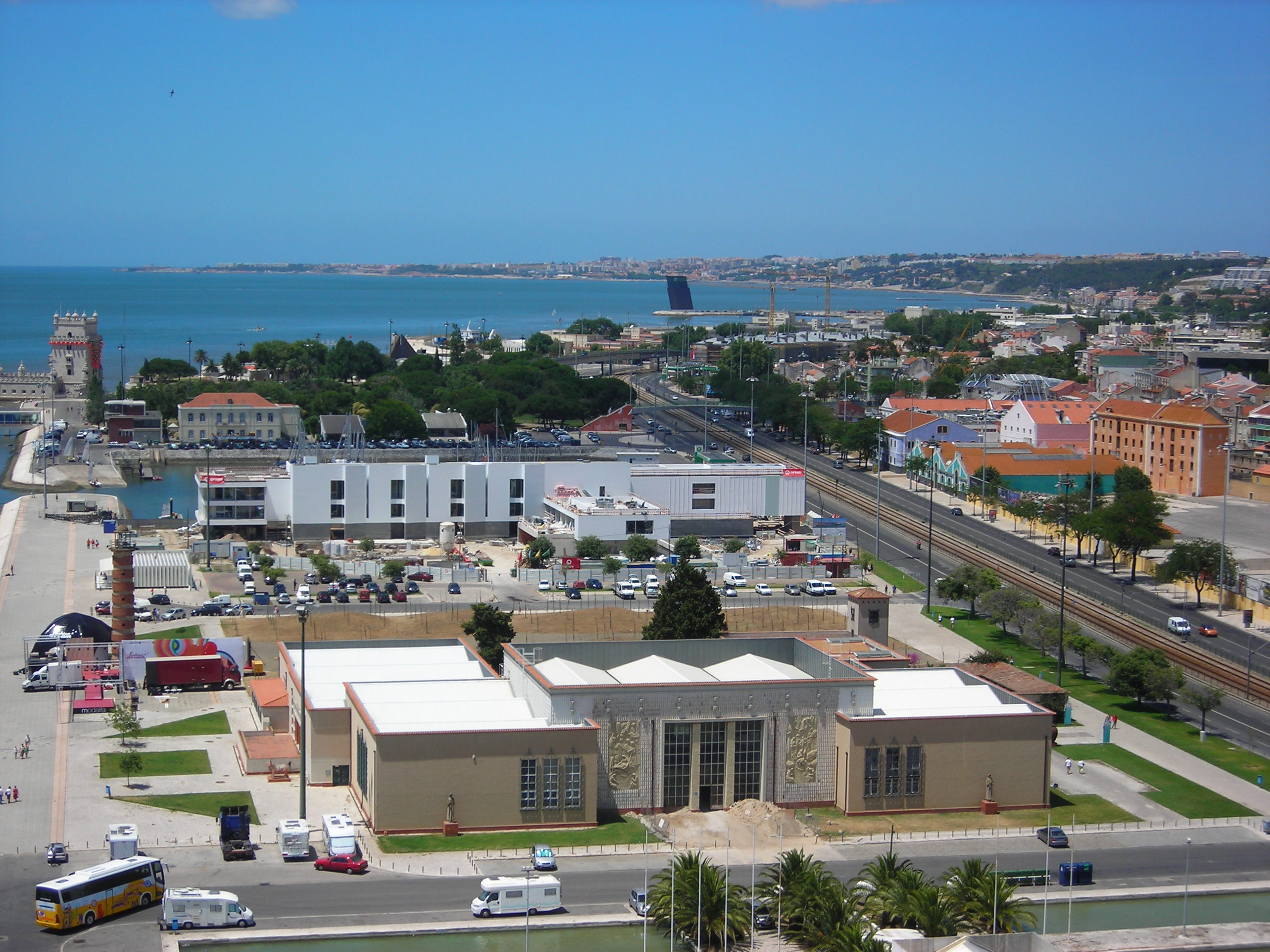
Museu de Arte Popular, Lisboa.

O Museu de Arte Popular localiza-se junto ao rio Tejo, entre o Padrão dos Descobrimentos e a Torre de Belém, na freguesia de Belém, na cidade, no Município e no Distrito de Lisboa, em Portugal.  
De 2014 a 2016 as salas de exposição estiveram encerradas, encontrando-se apenas aberta a loja. No dia 14 de dezembro de 2016 foi reaberto com a inauguração da exposição “Da Fotografia ao Azulejo”, sobre a portugalidade no início do século XX. 

## História
O edifício foi originalmente projetado pelos arquitetos Veloso Reis Camelo e João Simões como pavilhão da Secção da Vida Popular da Exposição do Mundo Português, 1940. Em 1942 o edifício teria um primeiro projeto de adaptação a museu, realizado por Veloso Reis Camelo sob a direção do etnógrafo Francisco Lage. A ideia concretizar-se-ia apenas três anos mais tarde, com o novo projeto, de Jorge Segurado, que iria dar início à transformação do anterior pavilhão no Museu de Arte Popular, processo que contou ainda com a colaboração de uma equipa de decoradores-pintores constituída por Carlos Botelho, Eduardo Anahory, Estrela Faria, Manuel Lapa, Paulo Ferreira e Thomaz de Mello; as atuais decorações parietais e a estatuária do exterior do edifício são da autoria de Barata Feyo, Henrique Moreira,  Júlio de Sousa e Adelina de Oliveira. 
Inaugurado a 15 de Julho de 1948, o museu tem salas com a coleção permanente e um espaço destinado a exposições temporárias, organizando-se ao longo de cinco salas correspondentes a cinco regiões do país: Entre-Douro-e-Minho; Trás-os-Montes; Algarve; Beiras; Alentejo e Estremadura. Parte significativa do espólio inicial provinha do material etnográfico reunido nas décadas anteriores à inauguração do museu para figurar em exposições organizadas pelo S.P.N./S.N.I. em Portugal e no estrangeiro. O acervo atual inclui uma grande diversidade de peças: alfaias agrícolas; cerâmica; cestaria; trajes; instrumentos musicais; ourivesaria; pintura e escultura; etc. O conjunto dá uma viva indicação da diversidade das várias regiões de Portugal, das cangas e galos de cerâmica do Minho às cestarias de Trás-os-Montes, dos badalos e louças de cerâmica do Alentejo aos equipamentos de pesca do Algarve. 

## Desenvolvimentos Recentes
Em 2000 iniciaram-se obras de requalificação do museu que tinha entrado em decadência e que levariam ao encerramento do espaço em 2003. Em 2006, a então ministra da Cultura, Isabel Pires de Lima, anunciou que o MAP iria ser transformado em Museu da Língua Portuguesa. No entanto, nem todos gostaram da notícia. Foi iniciado então um movimento pela reabertura do MAP, que incluiu a criação de um blogue e de uma petição online que reuniu mais de 3.000 assinaturas. O crítico de arte Alexandre Pomar, a empresária Catarina Portas, a artesã Rosa Pomar, a historiadora Raquel Henriques da Silva e a artista plástica Joana Vasconcelos foram algumas das caras desta campanha que levou a uma mudança de planos. Em Dezembro, a nova ministra, Gabriela Canavilhas, anunciou que o museu "é para se manter tal como estava, […] dedicado à arte popular portuguesa".
Segundo a arquiteta Andreia Galvão, diretora do museu desde 2010, "Mal amado e incompreendido, o museu foi abandonado, mas isso acabou por ser uma vantagem, porque se manteve praticamente intacto. É, ele próprio, um objecto museográfico, representativo da sua época".
O MAP sofreu obras profundas de requalificação em 2010, devido ao estado de degradação avançado. Desde 2012, está sob a alçada do Museu de Etnologia. Chegou a ser pensado como um dos equipamentos que integrariam o projeto de gestão cultural do eixo Belém-Ajuda.
As cerca de 12 mil peças do acervo do MAP permanecem nas reservas do Museu de Etnologia, para onde foram transferidas a partir de 2008, depois de a então ministra da Cultura Isabel Pires de Lima ter decidido extinguir o museu e criar ali o Museu do Mar e da Língua (projeto não concretizado).

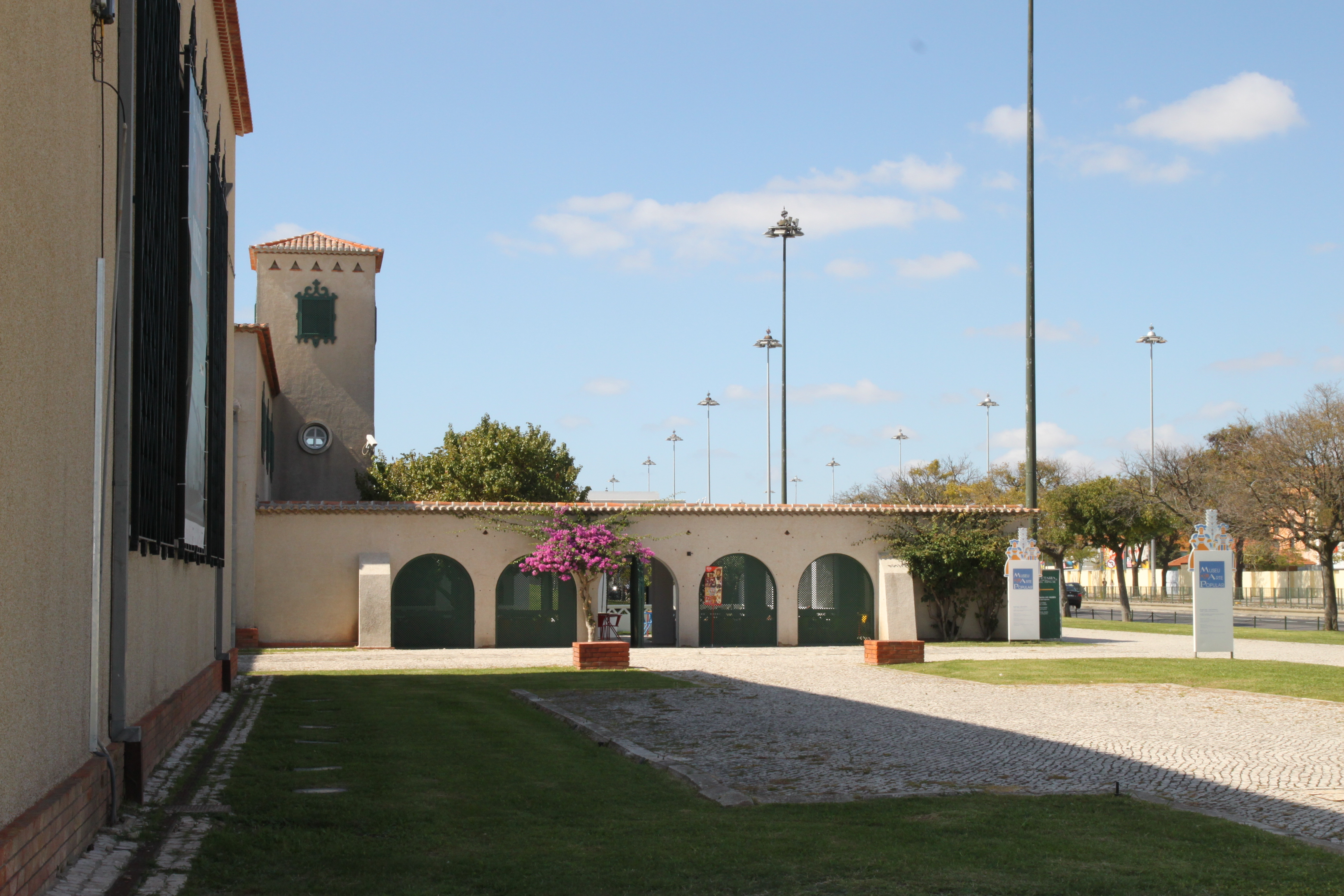
Museu de Arte Popular, Lisboa.
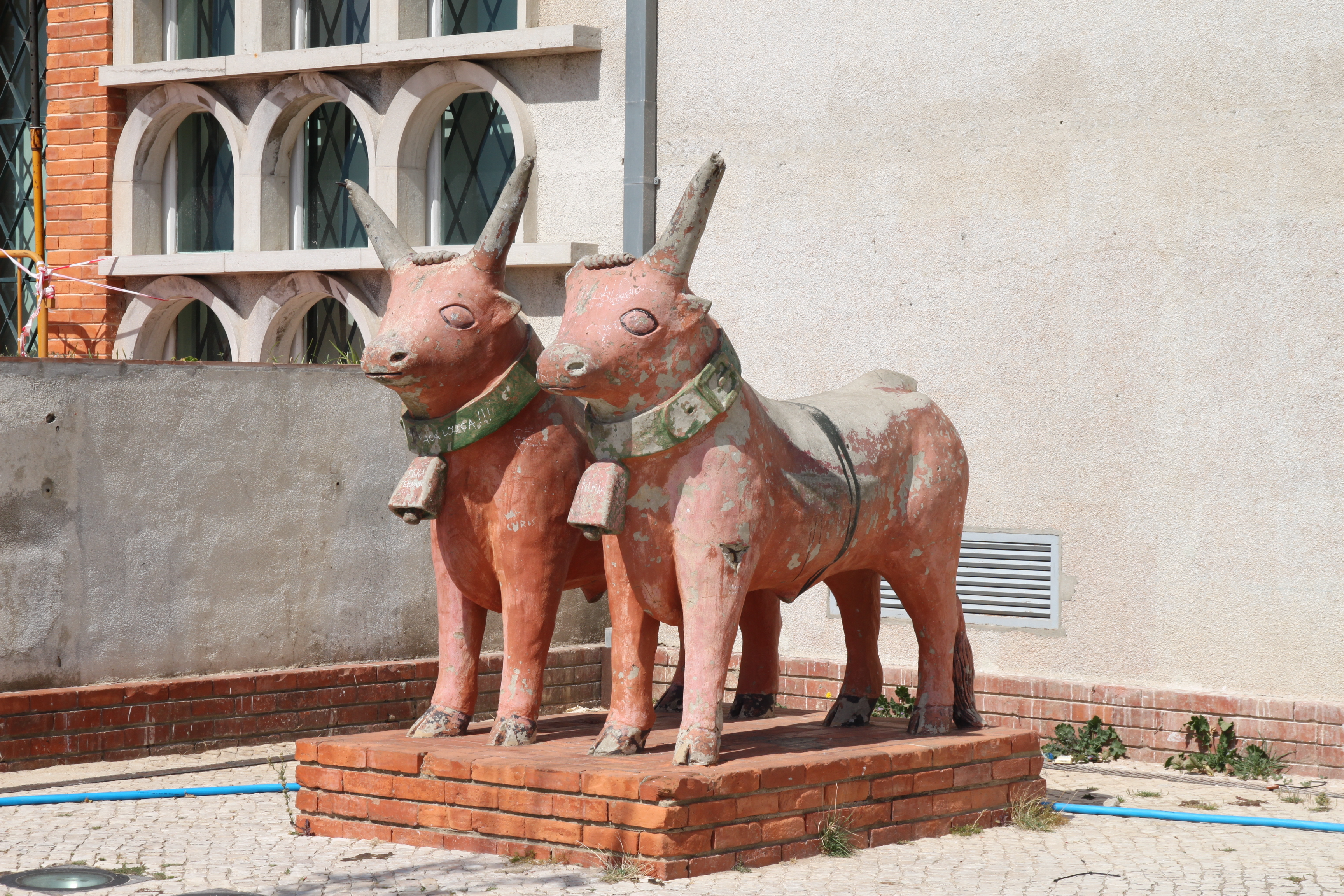
Museu de Arte Popular, Lisboa.
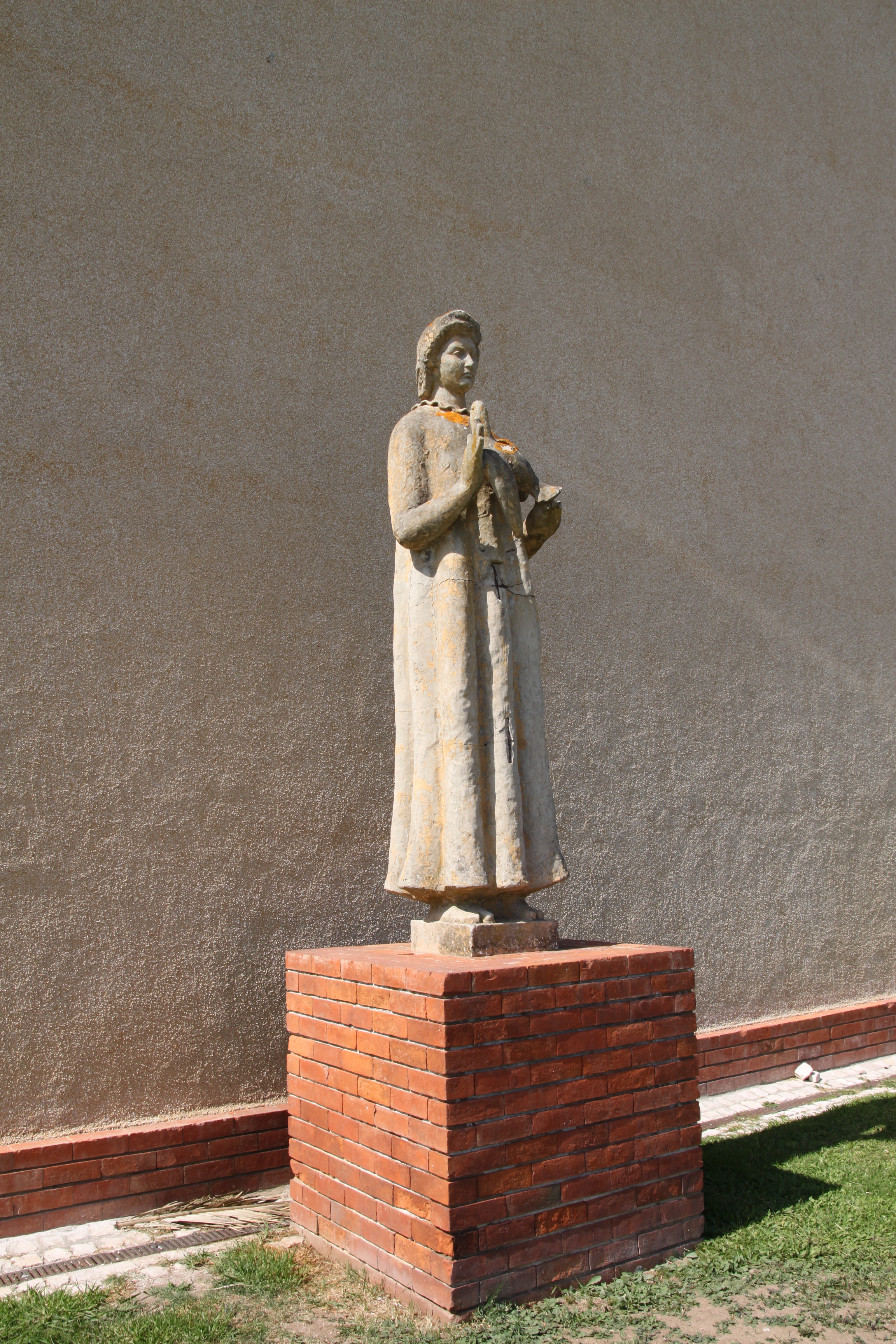
Escultura de Adelina de Oliveira.
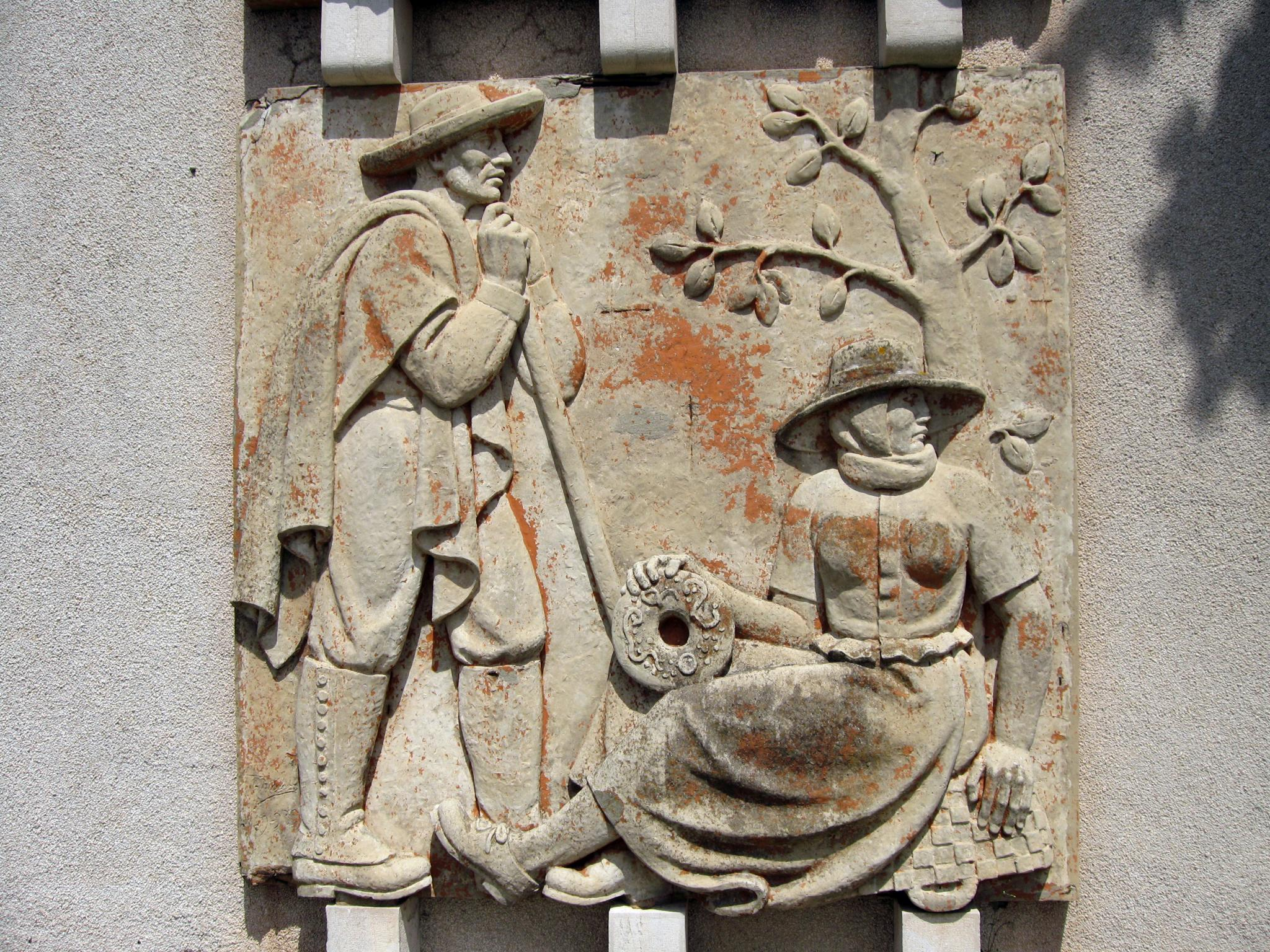
Baixo-relevo de Júlio de Sousa.